# Климков, Пётр Дмитриевич
Пётр Дми́триевич Климко́в (бел. Пётр Дзмітрыевіч Клімкоў; 23 декабря 1923 — 22 сентября 1997) — помощник мастера Витебского коврового комбината министерства лёгкой промышленности Белорусской ССР, Герой Социалистического Труда (1966).

## Биография
Родился 23 декабря 1923 года в деревне Дорошковичи, ныне Круглянского района Могилёвской области в крестьянской семье. Завершил обучение в семи классах школы и стал работать в колхозе. В самом начале Великой Отечественной войны, 12 июля 1941 года, ушёл на фронт. Воевал на Калининском, Северо-Западном и 1-м Прибалтийском фронтах. Дважды получил тяжёлые ранения в бою. После длительного лечения в 1946 году был признан инвалидом войны и уволен с военной службы.
В 1947 году приступил к трудовой деятельности в должности инспектора заготовок Кохановичского раймаслопрома Витебской области.
В 1950 году пришёл на работу на Витебский ковровый комбинат, стал работать учеником слесаря, затем стал помощником мастера в ткацком производстве. В совершенстве владел производственной техникой, умел настраивать станки, передавал свой навык и знания младшим товарищам. Неоднократно возглавлял отстающие участки работы и выводил коллективы в передовики производства. Бригадам где он трудился были присвоены звания бригад коммунистического труда. 
Указом Президиума Верховного Совета СССР от 9 июня 1966 года за выдающиеся успехи в выполнении заданий семилетнего плана и достижение высоких технико-экономических показателей в развитии лёгкой промышленности Петру Дмитриевичу Климкову присвоено звание Героя Социалистического Труда с вручением ордена Ленина и золотой медали «Серп и Молот».
Избирался депутатом Верховного Совета СССР 6-го созыва (1962—1966), делегатом ХХІІ съезда КПСС, делегатом ХІІ съезда профсоюзов СССР, делегатом Всемирного конгресса отраслевого профсоюза. В 1988 году вышел на пенсию, но продолжал работать на комбинате до 1991 года.
В 1977 году был удостоен звания «Почётный гражданин города Витебска».
Проживал в Витебске. Умер 22 сентября 1997 года. Похоронен на Мазуринском кладбище.

## Награды
За трудовые и боевые успехи удостоен:
- Золотая звезда «Серп и Молот» (09.06.1966).
- Орден Ленина (09.06.1966)
- Орден Отечественной войны I и II степени
- Медаль «За трудовую доблесть» (26.04.1963)
- Другие медали.
- Почётный гражданин города Витебска (1977).